# Awatos
Awatos es una pequeña ranchería de origen tarahumara situada en el estado mexicano de Chihuahua y en el municipio de Bocoyna.

## Localización y demografía
Awatos se encuentra localizada en uno de los puntos más elevados de la Sierra Madre Occidental en Chihuahua, serranía que es conocida localmente como la Sierra Tarahumara estando situada a una altitud de 2 224 metros sobre el nivel del mar y en las coordenadas geográficas 27°46′46″N 107°36′00″O / 27.77944, -107.60000 a orillas del río Choguita que dos kilómetros al oeste se une al río Bocoyna formando en ese punto el río Conchos, el principal río del estado de Chihuahua. La población más cercana es Creel situada a ocho kilómetros al oeste y con la que se comunica por un camino de terracería y por el Ferrocarril Chihuahua al Pacífico que pasa junto a la  población y también la une hacia el norte con Bocoyna y San Juanito.
De acuerdo a los resultados del Censo de Población y Vivienda de 2020 realizado por el Instituto Nacional de Estadística y Geografía, la población de Awatos es de 17 personas, 7 mujeres y 10 hombres.

## Sitio arqueológico
En Awatos fueron descubiertas en septiembre de 2011 por especialistas del Instituto Nacional de Antropología e Historia, cinco huellas humanas fosilizadas que datarían de entre 25 000 y 4 500 años de antigüedad y corresponderían a tres individuos adultos y a un niño.